# Крыжовлин
Крыжовли́н (укр. Крижовли́н) — село, относится к Балтскому району Одесской области Украины.
Население по переписи 2001 года составляло 193 человека. Почтовый индекс — 66114. Телефонный код — 4866. Занимает площадь 1,44 км². Код КОАТУУ — 5120688803.

## Местный совет
66114, Одесская обл., Балтский р-н, с. Ухожаны